# 風樹茂
風樹 茂（かざき しげる、1956年 - ）は作家（主にノンフィクション）。本名、黒田健司。

## 経歴
北海道旭川市生まれ。獅子座。幼少期は近所にアイヌ部落があり、曽祖父はアイヌの土地返還運動に関わっていた。北海道から本州に移り、一時期は東京都葛飾区青砥付近に住んだ。
千葉県立匝瑳高等学校を経て、東京外国語大学スペイン語学科卒業。在学中にメキシコ・ベラクルス大学に公費留学。 卒業後、中南米専門商社に勤務し、パイオニア製品を中南米に輸出していた。退社後、大成建設がODAとして手がけていたアマゾンでの鉄道復旧工事に従事。 その後、南米全域、欧州、アジアを放浪。帰国後、伊藤忠商事系の研究所で投資・援助のコンサルタントとして中南米、中東、インド、中国、東南アジア、南太平洋諸島で現地調査に従事。イスラム開発銀行のコンサルタントも経験し、これまで世界30カ国を踏査。バブル崩壊の影響で研究所が消滅し、作家に転身。著書に『ラテンの秘伝書』『リストラ起業家物語』 『サラリーマン残酷物語』『ホームレス入門』など多数。現在、書籍の執筆以外に、新聞、雑誌等でサラリーマン向けのコラムも執筆している。

## 著作
- 『ラテンの秘伝書』 東洋経済新報社
- 『リストラ起業家物語』 角川書店
- 『サラリーマン残酷物語』 中央公論新社
- 『ホームレス入門』 角川書店
- 『ホームレス人生講座』中公新書ラクレ
- 『サッカーの祭典に集まった世界32ヵ国の仲間たち』  青春出版社
- 『リストラ起業家物語―クビ、失業から這い上がった8人』 角川書店
- 『それでもパパは生きることにした―死にたがる父たちの心の戦争』 青春出版社
- 『東京ドヤ街盛衰記 日本の象徴・山谷で生きる』中央公論新社

## 付記
世界放浪と現地調査にて30ｶ国を踏査。学生時代～30代はフリーター。「キャバレーボーイ、清掃業、通訳、コンサルタント」など20を超える職種を経験。

### 主な執筆紙
『夕刊フジ』、『現代用語の基礎知識』、『婦人公論』、『中央公論』など。
『夕刊フジ』

- 「リタイアレス時代の悠々転職術」
- 「イーブニングプレミアム」サラリーマンの健康・生活
- 「大リストラ時代を生きる」
- 「大離婚時代」
- 「自殺3万人時代」
- 「バブル　宴のあと」
- 「明日はわが身　ホームレス入門」

『現代用語の基礎知識』
- 「ホームレス用語」執筆と改定」

『漫画実話ナックルズ』
- ホームレスマンガ「俺はこうして食っている」
- ホームレスのワールドカップ」

『婦人公論』
- 「傷だらけの大黒柱」

『中央公論』
- 「なぜ私はホームレスになったか」

『MSNジャーナル』
- 「透明で空虚な日本人と歴史を忘れた報い」
- 「アマゾンより人類の生存可能性を問う」
- 「リストラの王道」
- 「親が子に伝えるもの」
- 「南米でインチキウサギを食す」
- 「師走に撤去　ホームレス」
- 「現実を見る視座として　ホームレス入門」